# Platygnathus octangularis
Platygnathus octangularis là một loài bọ cánh cứng trong họ Cerambycidae.